# Шлиссельбургская ситценабивная мануфактура
Шлиссельбургская ситценабивная мануфактура — существовавшая в дореволюционной России  компания. Полное наименование — Товарищество Шлиссельбургской ситценабивной мануфактуры. Правление компании находилось в Санкт-Петербурге.

## История
Производство ситценабивных тканей зародилось в Шлиссельбурге во второй половине XVIII в. и было остановлено с началом Великой Отечественной войны в 1941 г.
В 1763 г. немецким поданным Христиану Лиману и Иоганну Сирициусу по личному указу императрицы Екатерины II под фабрику в наследственное владение был отдан Екатерининский (ныне Фабричный) остров у бывшей крепости Орешек с имевшимися на нём строениями.
На первых порах продукция Шлиссельбургской мануфактуры была весьма посредственной, и лишь к концу XVIII в. изготовленные ручным способом "лимановские" ситцы смогли успешно конкурировать на рынке с лучшими английскими тканями машинного производства. В то время на производстве было задействовано до 300 работников, производивших около двух тысяч кусков ситца в год. В 1814-20-х гг. на Шлиссельбургской фабрике впервые в России было введено механическое печатание рисунков цилиндрами. За это новшество тогдашний владелец фабрики купец Вебер получил на десять лет особые привилегии.
C конца XVIII по середину XIX в. фабрика сменила нескольких владельцев (Вебер, "Фр. Битепаж", купцы Дирсен и Гейзе) пока в начале 1865 г. предприятие не было преобразовано в паевое товарищество. К началу XX в. численность рабочих шлиссельбургской мануфактуры составляла 1044 чел., а годовое производство - свыше 900 тыс. кусков материи. На основе миткаля, покупаемого у Петровской и Спасской мануфактур, предприятие изготавливало кретоновые ситцы и платки, а также товары из тонких тканей и коленкора. В 1913 г. основной капитал Товарищества Шлиссельбургской ситценабивной мануфактуры составлял 1,2 млн руб., разделённых на 1200 паёв по 1000 руб. каждый, баланс предприятия исчислялся суммой в 12,31 млн руб.
Изделия фабрики пользовались большим спросом и продавались не только по всей России, но и за рубежом. В 1914 г. Шлиссельбургская ситценабивная мануфактура получила право употреблять на выставках в Санкт-Петербурге и Нижнем Новгороде на своих вывесках изображение Государственного герба Кроме непосредственно производства, Товарищество владело также розничными магазинами в Москве.
Постановлением Президиума ВСНХ от 4 марта 1919 г. Шлиссельбургская ситценабивная мануфактура была национализирована, включена в состав предприятий "Петрохлопка" и получила название  Шлиссельбургская ситценабивная фабрика. В 1926 г. она переименована в Ленинградскую государственную ситценабивную фабрику им. Петра Алексеева.
Во время немецких бомбардировок Ленинграда и оккупации Шлиссельбурга в ходе II мировой войны корпуса бывшей ситценабивной фабрики были почти полностью разрушены. После войны Государственным комитетом обороны было принято решение передать территорию фабрики возвратившемуся из эвакуации Шлиссельбургскому судостроительному заводу

## Собственники и руководство
Главный управляющий — Джеллибранд Э. Э. — подданный Великобритании, купец 1-й гильдии.